# Berliner Wanderclub
Der Berliner Wanderclub e. V. (BWC), eingetragen im Vereinsregister des Amtsgerichts Charlottenburg (VR 3755), wurde am 9. November 1894 in Berlin als Berliner Harzverein, ein Zweigverein des Harzklubs, gegründet. Er ist somit der älteste Gebirgs- und Wanderverein in Berlin. Erster Vorsitzender wurde der Lehrer Friedrich Rapmund. Anfangs stellte der Verein ein Sammelbecken für Exil-Harzer dar, die Tätigkeit war auf Wanderungen in Berlin und in der Mark Brandenburg sowie in entfernteren Gebieten Mitteldeutschlands ausgerichtet. Mit dem Zweiten Weltkrieg verlor sich die Vereinstätigkeit, ein Wiederbelebungsversuch ehemaliger Vereinsmitglieder scheiterte im Jahr 1951. Im Oktober 1964 wurde der Verein durch Volkher Kerl und einige Mitstreiter als Harzklub Berlin wiedergegründet und am 15. September 1966 ins Vereinsregister eingetragen. 1990 firmierte der Verein in Berliner Wanderclub um, blieb jedoch außerordentliches Mitglied des Harzklubs.
Der Verein pflegt Aktivitäten in Berlin und im Harz. Gemäß seiner Satzung ist er neben der Pflege des Wanderns und der Volkskultur im Natur- und Umweltschutz sowie in der Wegearbeit tätig.
Seit 1. Januar 2008 ist der Verein Mitglied des Deutschen Wanderverbands. Bereits 1982 war der Verein Gründungsmitglied des Berliner Wanderbunds, eines Zusammenschlusses von Berliner Ortsgruppen von Gebietsvereinen des Deutschen Wanderverbands, der sich 2004 wieder auflöste. 1989 organisierte der Harzklub Berlin innerhalb des Berliner Wanderbunds schwerpunktmäßig den Deutschen Wandertag in Berlin. Des Weiteren ist der Verein Mitglied des Berliner Wanderverbands. 1990 war der Verein Gründungsmitglied des Berlin-Brandenburg-Bunds, der seine Arbeit 2006 wieder einstellte.
Vom Berliner Wanderclub wird innerhalb des Berliner Wanderverbands der Tiergartenring betreut.